# Randle Cotgrave
Randle Cotgrave (... – 1634) è stato un lessicografo inglese che nel 1611 compilò e pubblicò A Dictionarie of the French and English Tongues, un dizionario bilingue che al tempo rappresentò una svolta e rimane tuttora storicamente importante.

## Vita e lavoro

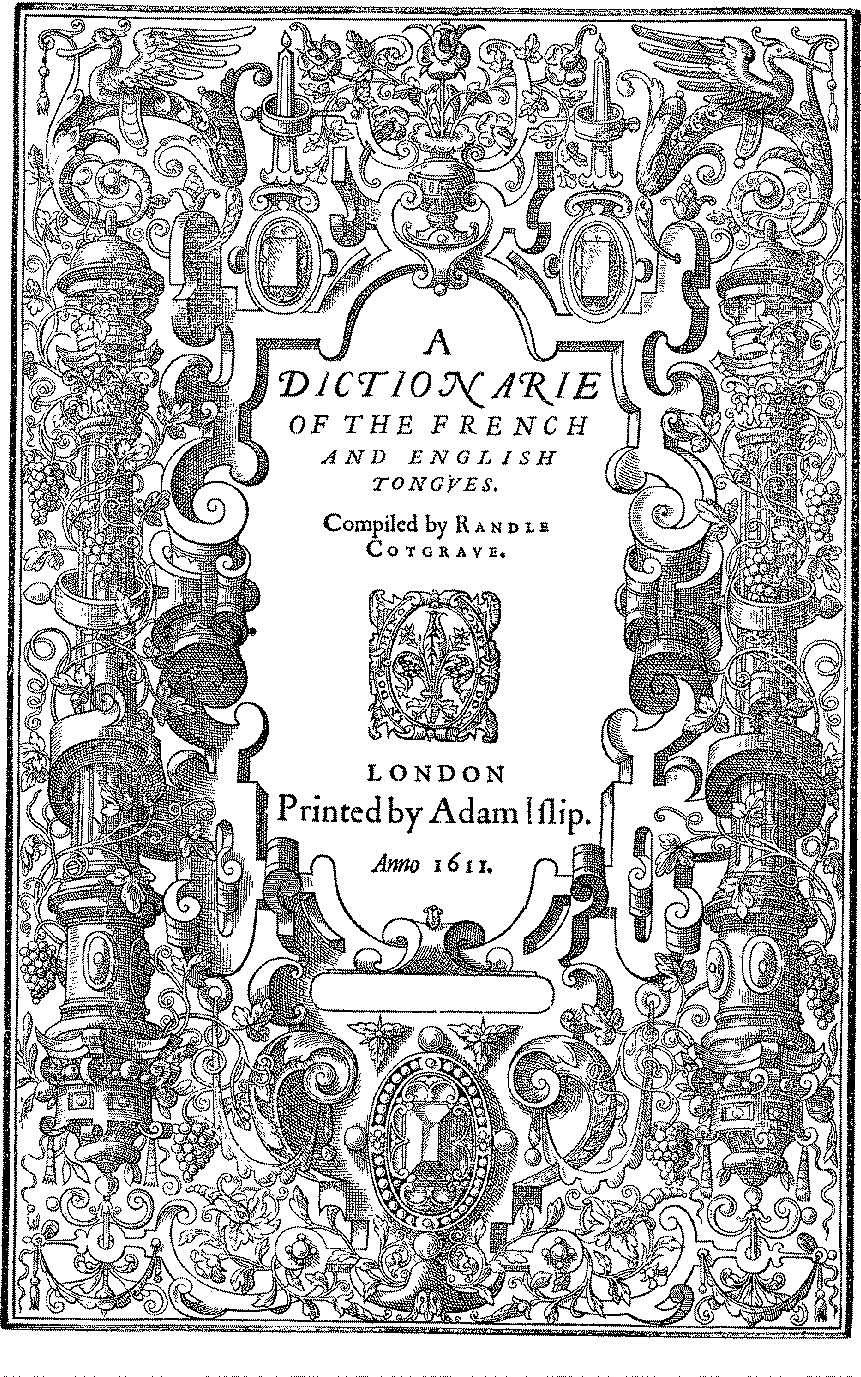
A Dictionarie of the French and English Tongues compilato da Cotgrave a Londra, 1611.

Nato da una famiglia del Cheshire, è stato verosimilmente identificato come Randal, figlio di William Cotgreve di Christleton a Cheshire e morto nel 1634, che è menzionato nel pedigree della famiglia Cotgreve, contenuta in Harl. MS. 1500, foglio 118.
Studiò a Cambridge, entrando al St John College, nella fondazione Lady Margaret, il 10 novembre 1587. In seguito divenne segretario di William Cecil, Lord Burghley, figlio maggiore di Thomas, primo conte di Exeter.
Nella dedica a Lord Burghley del suo dizionario inglese-francese, Cotgrave dice che grazie al suo protettore si deve "all that he is or has been for many years", e lo ringrazia per la sua gentilezza in "so often dispensing with the ordinary assistance of an ordinary servant".
Il dizionario è stato pubblicato nel 1611, include molti proverbi francesi, alcuni equivalenti inglesi, così come alcuni in latino.